# Supercopa de Liberia
La Supercopa de Liberia es el partido que significa el inicio de la temporada de fútbol en Liberia, el cual disputan el campeón de la Premier League de Liberia contra el campeón de la Copa de Liberia.

## Historia
La copa fue creada en el año 2002 y no se ha jugado en algunas ocasiones debido a problemas financieros o porque el campeón de liga y de copa ha sido el mismo equipo.
Se juega a partido único en el Estadio Antoinette Tubman de Monrovia.

## Palmarés
| Temporada | Campeón                                                                                | Resultado                                                                              | Finalista                                                                              |
| --------- | -------------------------------------------------------------------------------------- | -------------------------------------------------------------------------------------- | -------------------------------------------------------------------------------------- |
| 2002      | LPRC Oilers                                                                            | 1 - 0                                                                                  | Mighty Blue Angels FC                                                                  |
| 2004      | LISCR FC                                                                               | 1 - 0                                                                                  | Mighty Barrolle SA                                                                     |
| 2007      | NPA Anchors                                                                            | 1 - 1 (5-3 pen.)                                                                       | Mighty Barrolle SA                                                                     |
| 2009      | Monrovia Black Star FC (ganador automático por ser campeón de liga y copa)             | Monrovia Black Star FC (ganador automático por ser campeón de liga y copa)             | Monrovia Black Star FC (ganador automático por ser campeón de liga y copa)             |
| 2010      | Barrack Young Controllers FC                                                           | 1 - 0                                                                                  | Mighty Barrolle SA                                                                     |
| 2011      | LISCR FC                                                                               | 2 - 1                                                                                  | Invincible Eleven                                                                      |
| 2012      | LISCR FC                                                                               | 2 - 1                                                                                  | Barrack Young Controllers II                                                           |
| 2013      | Barrack Young Controllers FC (ganador automático por ser campeón de liga y de la copa) | Barrack Young Controllers FC (ganador automático por ser campeón de liga y de la copa) | Barrack Young Controllers FC (ganador automático por ser campeón de liga y de la copa) |
| 2014      | Barrack Young Controllers FC                                                           | 2 - 1                                                                                  | FC Fassell                                                                             |
| 2015      | Barrack Young Controllers II                                                           | 1 - 1 (5-4 pen.)                                                                       | Nimba United FC                                                                        |
| 2016      | Monrovia Club Breweries                                                                | 0 - 0 (3-2 pen.)                                                                       | Barrack Young Controllers FC                                                           |
| 2017      | LISCR FC                                                                               | 3 - 0                                                                                  | Srimex FC                                                                              |
| 2018      | Barrack Young Controllers FC                                                           | 2 - 1                                                                                  | LISCR FC                                                                               |
| 2019      | LISCR FC                                                                               | 1 - 0                                                                                  | LPRC Oilers                                                                            |

## Títulos por club
| Club                         | Ciudad   | Campeón | Años campeón                 |
| ---------------------------- | -------- | ------- | ---------------------------- |
| LISCR FC                     | Monrovia | 5       | 2004, 2011, 2012, 2017, 2019 |
| Barrack Young Controllers FC | Monrovia | 4       | 2010, 2013, 2014, 2018       |
| LPRC Oilers                  | Monrovia | 1       | 2002                         |
| NPA Anchors                  | Monrovia | 1       | 2007                         |
| Monrovia Black Star FC       | Monrovia | 1       | 2009                         |
| Barrack Young Controllers II | Monrovia | 1       | 2015                         |
| Monrovia Club Breweries      | Monrovia | 1       | 2016                         |